# 이슬점
이슬점 또는 노점(露點, dew point)은 공기가 포화되어 수증기가 응결할 때의 온도를 말하거나, 불포화 상태의 공기가 냉각될 때 포화되어 응결이 시작되는 온도이다. 이슬점 감률에 의해 보통 100m 올라갈 때마다 이슬점은 0.2℃씩 내려가며, 공기의 온도와 이슬점의 온도가 같아지는 순간 공기 안의 수증기가 액화된다. 높이 올라갈수록 이슬점이 감소하는 이유는 기압이 변하기 때문인데, 기압이 떨어지면 공기의 부피가 커져 수증기압이 줄어들어 수증기가 쉽게 이슬로 변할 수 없게 된다.
연소과정에서 생성된 연소생성물의 노점온도는 혼합가스중 수증기 성분의 부분압력에 대한 포화온도를 말한다.
{\displaystyle T_{H_{2}O}=T_{sat}(p_{H_{2}O})=T_{sat}(y_{H_{2}o}p_{total})=T_{sat}(({n_{H_{2}O}}/{n})p_{total})}

## 같이 보기
- 구름
- 불포화 상태
- 수증기량
- 습도
- 포화 상태
- 포화 수증기량
- 안개
- 이슬